# День рождения Буржуя
«День рождения Буржуя» — российско-украинский остросюжетный телесериал, снятый кинокомпанией «НТВ-Профит» и студией «1+1». Премьера состоялась на каналах «НТВ» (Россия) и «1+1» (Украина).
Главным героем является киевский бизнесмен Владимир Коваленко по прозвищу «Буржуй», президент финансовой компании «Финтраст». Буржуя окружают верные и преданные ему друзья: любимая женщина — Амина; Толстый — охранник; «гений-программист» Олег Пожарский и секретарша Оксана. Один из деловых партнёров Буржуя — Кудла — бывший возлюбленный Амины.
В 2001 году было снято продолжение сериала «День рождения Буржуя 2». Его сценарий был придуман зрителями на интернет-конкурсе «Продолжение Буржуя» и отредактирован Юрием Рогозой. Победителями конкурса стали Виталий и Анна, чьи имена можно увидеть в финальных титрах.

## Сюжет

### Сюжет первой части
Владимир Коваленко, по прозвищу Буржуй, известный бизнесмен, генеральный директор компании «Финтраст» — сирота, он никогда не видел своих родителей. Пользуясь этим, Амина, возлюбленная Буржуя, уговаривает последнего пойти с ней на спиритический сеанс. Во время него на вопрос Буржуя «о самом сокровенном» дух отвечает «Корзина. Младенец. Губанов. Кичеевка. Ищи». Позже, найдя в одном из сумасшедших домов пациента — того самого Губанова, Буржуй слышит от него, что он — «останний из Горенки» (от укр. «останній» — «последний»). Толстый рассказывает Амине про село Горенку, где он побывал. Выясняется, что «останний» — это не украинское слово «последний», а фамилия одной из жительниц посёлка. Всё это время офис, машину и дом Буржуя прослушивает некий неизвестный.
Приехав в Горенку, Буржуй находит родственницу — бабу Катю и из разговора с ней узнаёт, что в Киеве у него ещё есть сестра Вера. Позже выясняется, что она занимается проституцией. На Буржуя «наезжает» парень с газовым пистолетом, который счёл его «клиентом» Веры. После драки выясняется, что этот парень, Олег Пожарский, безответно влюблён в Веру. Буржуй берет его работать в фирму программистом.
Гадалка Тамара ищет деньги, чтобы спасти своего неудачливого брата-картёжника, который недавно проиграл все деньги: она звонит кому-то и шантажирует его насчёт информации о розыгрыше Буржуя. Гадалка просит у человека в чёрном за своё молчание 5 тысяч долларов… Не дождавшись денег Тамара звонит Буржую и обещает рассказать всю правду, но за 5 тысяч долларов. Буржуй едет к ней с деньгами, но застаёт её повешенной с табличкой «Я — ВЕДЬМА».
К Вере приходит Артурчик — её бывший сутенёр и зовёт её «на работу», но Вера хочет завязать, так как у неё появился богатый брат. Артур рассказывает «авторитету» Гиви о Вере и о её брате. Они хотят шантажировать Буржуя: заснять на плёнку Веру «на работе» и этой кассетой вымогать у Буржуя деньги.
Параллельно с этим двойную жизнь ведут охранник Толстый и финансист Олег Кулик. Закручивается целый ворох интриг, в которых некто неизвестный постоянно подставляет Буржуя, не даёт себя изобличить, а в конце даже делает Буржуя нищим. Но главные герои всё равно оказываются сильнее. Приходится им пройти через огромное количество разной жути: убийства, насилия, грабежи, аферы… Но они выигрывают в этой битве.

### Сюжет второй части
Прошло 4 года с момента событий первой части. Бывшие бандиты, жулики, аферисты, сутенёры — все как один порвали со своим криминальным прошлым. Фирма Буржуя стала одним из лидеров рынка, заработав серьёзные суммы денег. Однако год назад случилось страшное несчастье —  сгорели заживо жена Буржуя Амина и бабушка Катерина во время пожара в доме в Горенке. Позднее выясняется, что сам Владимир Коваленко выжил совместно с сыном Володей, так как отсутствовали дома во время пожара. Теперь Буржуй живёт в замке врага - живописца Кудлы. Во главе компании он поставил Анатолия Анатольевича Толстова (Толстого), а также главного программиста Олега Пожарского. Сам же Буржуй целый год безрезультатно охотился за своим соперником по Америке — живописцем Кудлой.
В Киев возвращаются все герои первой части. Из Брюсселя возвращается Артурчик, порвавший с проституцией и занимающийся легальным бизнесом. Хозяин притона Гиви, его друг, теперь держит спортивный оздоровительный центр. Криминальный авторитет Борис теперь также начал заниматься бизнесом. В фирме Буржуя появились и новые лица — талантливый менеджер Алексей Степанович Воскресенский и новая секретарша Алла.
Бывший следователь Борихин ушёл в частный сыск. Толстый нанял его для расследования пожара в Горенке, однако за год следствие почти не продвинулось. Помогают в расследовании Борихину молодой, талантливый, но неопытный выпускник юрфака Василий и аксакал сыска Семён Аркадьевич, эксперт-криминалист.
Вдобавок к прежней таинственной фигуре вскрывшегося в 1-й части убийцы и преступника появляются ещё какие-то люди в чёрном камуфляже, наводящие страх и ужас. В водовороте событий множество персонажей погибают, другие — чудом остаются живы. И снова главные герои распутывают ещё более сложный и непонятный клубок странностей, раздавая долги и воздав всем негодяем по заслугам окончательно.

## В ролях
| Актёр                  | Роль                                                                                        |
| ---------------------- | ------------------------------------------------------------------------------------------- |
| Валерий Николаев       | Владимир Владимирович Коваленко («Буржуй»), бизнесмен                                       |
| Ирина Апексимова       | Амина Ренатовна Коваленко, супруга предпринимателя                                          |
| Андрей Панин           | Сергей Мовенко, майор милиции, друг следователя Борихина (2 сезон)                          |
| Смоляков Андрей        | Кудла, живописец.                                                                           |
| Анатолий Журавлёв      | Анатолий Толстов («Толстый»)                                                                |
| Александр Феклистов    | следователь Борихин                                                                         |
| Александр Пороховщиков | Борис (прообраз — Борис Савлохов)                                                           |
| Дарья Повереннова      | Вера                                                                                        |
| Владимир Горянский     | Костя, психиатр                                                                             |
| Дмитрий Шевченко       | Артурчик                                                                                    |
| Виктор Сарайкин        | Жека, приятель Артурчика (2 сезон)                                                          |
| Виталий Линецкий       | Олег Пожарский (озвучивает Марат Башаров); во втором сезоне Линецкий озвучил свою роль сам) |
| Виктор Степанов        | Гиви                                                                                        |
| Олег Исаев             | Олег Кулик (озвучивает Леонид Белозорович)                                                  |
| Виктор Глушков         | Воскресенский, брат Кулика (озвучивает Леонид Белозорович; (2 сезон))                       |
| Анастасия Матешко      | секретарша Оксана (озвучивает Ольга Голованова)                                             |
| Татьяна Назарова       | гадалка Тамара                                                                              |
| Наталья Доля           | Ольга                                                                                       |
| Даниил Белых           | Василий                                                                                     |
| Инна Гомес             | секретарша Алла                                                                             |
| Александр Слободской   | Андрей (озвучивает Сергей Чекан)                                                            |
| Лариса Руснак          | Зина                                                                                        |
| Давид Бабаев           | адвокат Варламов                                                                            |
| Константин Артёменко   | сосед Буржуя                                                                                |
| Мария Стефания         | гадалка (камео)                                                                             |
| Александра Смолярова   | билетёрша                                                                                   |
| Сергей Романюк         | Нежный (озвучивает Дальвин Щербаков)                                                        |
| Юрий Рудченко          | сержант милиции                                                                             |
| Алексей Горбунов       | игрок Вася (роль озвучена другим актёром)                                                   |
| Ирина Бунина           | соседка Веры                                                                                |
| Олег Треповский        | Губанов                                                                                     |
| Анатолий Матешко       | бандит на лесопилке                                                                         |
| Валентина Зимняя       | Потыличиха, она же тётка Мотря, деревенская сплетница                                       |